# Người Walloon
Người Wallon (/wɒˈluːnz/; tiếng Pháp: Wallons [walɔ̃] ⓘ; tiếng Wallon: Walons) là một sắc tộc Roman bản sắc văn hóa của người Wallon sống phần lớn ở Bỉ và các vùng liền kề của Pháp. Wallon chủ yếu nói langues d'oïl chẳng hạn như tiếng Pháp Bỉ, tiếng Picard và tiếng Wallon. Người Wallon về mặt lịch sử và chủ yếu là Công giáo Roma.
Ở Bỉ hiện đại, theo luật, Walloons được gọi là "cộng đồng ngôn ngữ và dân tộc đặc biệt" trong nước, cũng như người Flemish.
Khi được hiểu là định danh khu vực, từ ngữ dân tộc này cũng được mở rộng để chỉ những cư dân của vùng Wallon nói chung, không phân biệt sắc tộc hay tổ tiên.